# Вулиця Князів Сангушків (Житомир)
вулиця Князів Сангушків — вулиця в Богунському районі міста Житомира.

## Характеристики
Розташована у новому мікрорайоні Злата Рудня, на теренах історичної місцевості Стара Рудня. Місцевість також відома як Бермудський Трикутник. Початок передбачається від вулиці Кармелюка. Завершується перехрестям з Шумським провулком.

## Історія
Вулиця почала формуватися наприкінці 2000-х років на вільній від забудови заболоченій місцевості неподалік витоку струмка Холудка, де здавна здійснювалося видобування болотної руди. У 2015 році уточнено назву вулиці, її початок та закінчення.
9 листопада 2023 року Житомирська міська рада перейменувала вулицю Багратіонівську на честь князів з литовського-руського шляхетського роду Сангушків.